# Кирбла
Кирбла (эст. Kirbla) — деревня в волости Ляэнеранна уезда Пярнумаа в Эстонии.
До административной реформы местных самоуправлений Эстонии 2017 года деревня входила в состав волости Лихула уезда Ляэнемаа.
Согласно переписи 2000 года в деревне было 300 жителей, к переписи 2011 года население уменьшилось до 152 человек, 142 (93,4%) из которых — эстонцы.

## История
Впервые упоминается в начале XVI века под названием Кирпевер (Kirpever). Местная церковь была упомянута в документах в 1531 году. Здание церкви в стиле поздней готики, длиной 28,9 м и шириной 11 м, одно из самых маленьких культовых сооружений в Эстонии.
Алтарь в стиле позднего барокко написан в 1783 году. Нижняя часть западной башни и церковный колокол на ней — XVIII века, верхняя часть — второй половины XIX века. Орга́н был создан в 1850 году Карлом Августом Тантоном, перестроен в начале XX века по проекту известного эстонского мастера Густава Теркмана (1850—1924).
В 1931—1968 годах существовала узкоколейная железнодорожная линия Рапла — Виртсу со станцией Кирбла. В 1980-е годы здание железнодорожного вокзала было разрушено.

## Достопримечательности

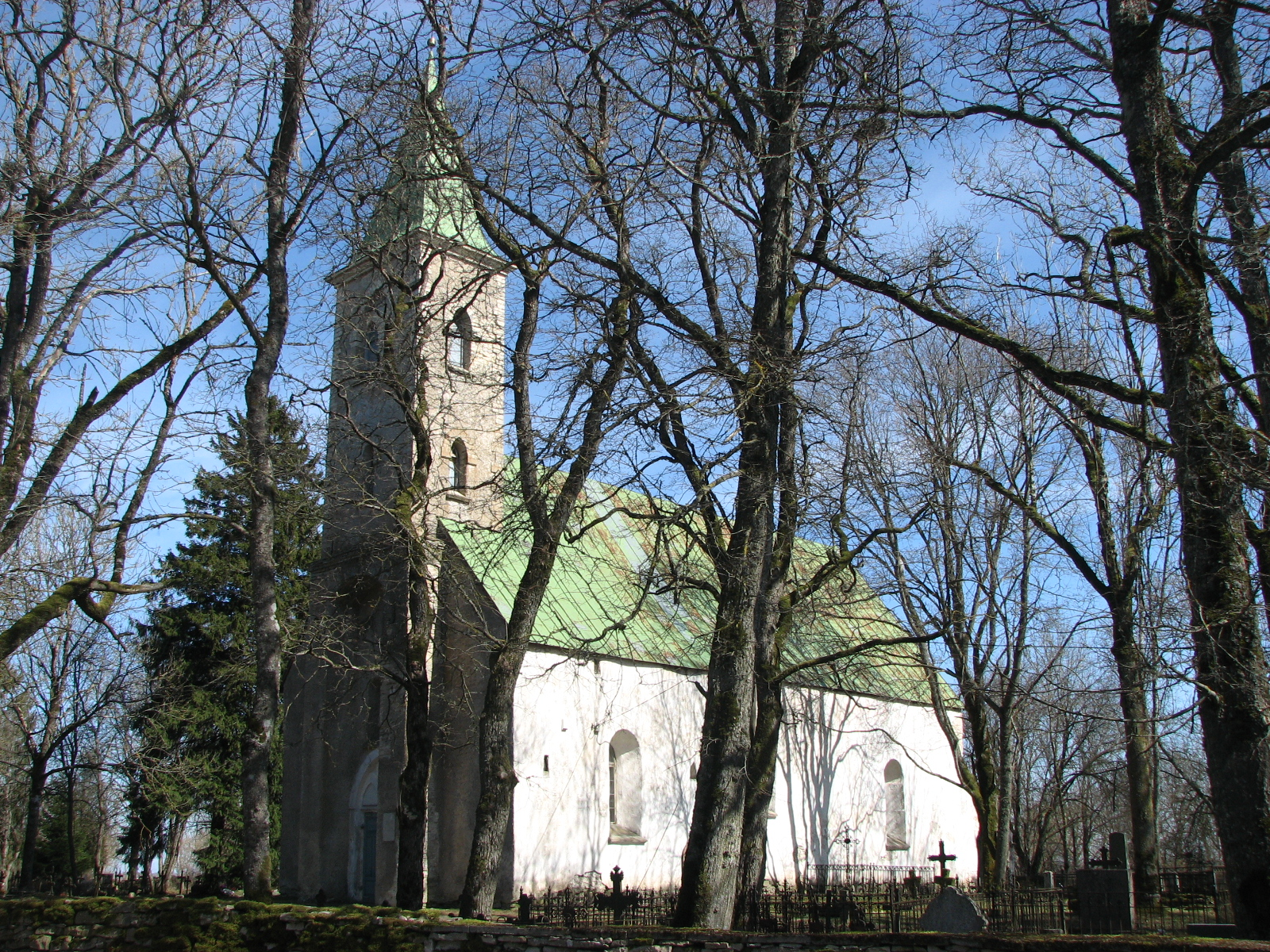
Церковь Святого Николая в Кирбла

- Деревенская церковь (XVI век) — одна из самых маленьких церквей Эстонии, её размер 28,9 м x 11 м[3]. Церковь внесена в Эстонский Государственный регистр памятников культуры[3]. У церкви находится могила родившегося в Кирбле последнего премьер-министра Эстонской Республики (1918—1940) Юри Улуотса, умершего в Швеции в 1945 году и перезахороненного здесь 31 августа 2008 года.
- Мемориальный камень Эрику Кумари (1912—1984)[4], известному эстонскому учёному-орнитологу и основателю заповедника Матсалу.
- На холме у деревни имеются шесть культовых камней, обнаружены следы доисторического поселения.